# Frederick Cook
Frederick Albert Cook (Condado de Sullivan, 10 de junho de 1865 – New Rochelle, 5 de agosto de 1940) foi um explorador polar norte-americano e psiquiatra, conhecido por sua pretensão de ter chegado ao Polo Norte em 21 de abril de 1908.

## Biografia

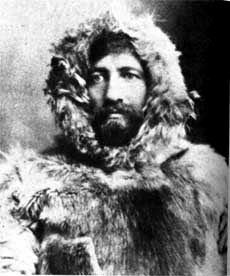
Frederick Cook.

Afirmou ter alcançado o Polo Norte em 21 de abril de 1908. Isso foi quase um ano antes de Robert E. Peary, que da mesma forma afirmou ter chegado ao Polo Norte em 6 de abril de 1909. Os relatos de ambos os homens têm sido contestados desde então. Sua expedição foi a primeira, e a única dos Estados Unidos, a encontrar uma ilha até então desconhecida, para pessoas de ascendência européia, ilha norte-americana do Ártico, ilha Meighen.
Em dezembro de 1909, depois de revisar os registros limitados de Cook, uma comissão da Universidade de Copenhague decidiu que sua afirmação não era comprovada. Em 1911, Cook publicou um livro de memórias de sua expedição que continuou sua afirmação. Seu relato de chegar ao cume do Denali (Monte McKinley) no Alasca foi desacreditado.